# Танум (община)
Община Танум (на шведски: Tanums kommun) е разположена в лен Вестра Йоталанд, югозападна Швеция с обща площ 961 km2 и население 12 303 души (към 31 декември 2013). Административен център на община Танум е град Танумсхеде.